# Pravi detektiv (televizijska serija)
Pravi detektiv (eng. True Detective) je američka kriminalistička dramska televizijska serija čiji je autor i scenarist Nic Pizzolatto. Serija je u SAD-u svoju premijeru imala 12. siječnja 2014. godine na kabelskoj mreži HBO. Svaka sezona serije strukturirana je kao zasebna priča koja sadržava pozamašan glumački ansambl te različite likove i mjesta odvijanja radnje.
U prvoj sezoni u glavnim ulogama pojavljuju se Matthew McConaughey, Woody Harrelson, Michelle Monaghan, Michael Potts i Tory Kittles, a radnja se odvija u državi Louisiani i prati dvojicu detektiva odjela za umorstva državne policije te njihovu potragu za serijskim ubojicom tijekom 17-godišnjeg razdoblja. U drugoj sezoni u glavnim ulogama se pojavljuju Colin Farrell, Rachel McAdams, Taylor Kitsch, Kelly Reilly i Vince Vaughn, a radnja se odvija u Kaliforniji i fokusira na kriminalca koji je postao poduzetnikom te troje detektiva iz tri različita policijska odjela koji istražuju seriju kriminalnih radnji koje su povezane s ubojstvom korumpiranog političara.
Prva sezona pobrala je gotovo univerzalne hvalospjeve kritičara te bila jednim od najgledanijih programa HBO-a. Osvojila je i bila nominirana za mnogobrojne nagrade i priznanja, poglavito u glumačkim, fotografskim, scenarističkim i redateljskim kategorijama. Druga sezona nešto je slabije prošla kod kritike, premda se i dalje nalazila u vrhu gledanosti.
U kolovozu 2017. godine službeno je odobrena produkcija treće sezone serije, a za glavnu ulogu izabran je svježi dobitnik prestižne nagrade Oscar Mahershala Ali. Redatelji epizoda treće sezone bit će Pizzolatto, Jeremy Saulnier i Daniel Sackheim. Uz Davida Milcha, Pizzolatto će biti glavni scenarist serije.

## Produkcija
Prije razvoja serije Pravi detektiv, njezin kreator Nic Pizzolatto radio je kao profesor književnosti na trima različitim sveučilištima u Chicagu, Sjevernoj Karolini i Indijani. Fasciniran svijetom fikcije još iz vlastitih studentskih dana, u to je vrijeme također započeo i pisati vlastite priče. Njegov prvi objavljeni spisateljski rad bila je kolekcija kratkih priča naziva Between Here and the Yellow Sea objavljenih 2006. godine. Svoj prvi roman naziva Galveston autor je objavio četiri godine kasnije, a u to je vrijeme započeo svoj proboj u televizijsku industriju (raniji pokušaji nisu se ostvarili zbog nedostatka kapitala).
Zamišljen kao nastavak romana Galveston, Pizzolatto je smatrao da je priča Pravog detektiva podobnija za televizijski format. Razgovarao je s dvojicom televizijskih izvršnih producenata i nakon što je u svibnju 2010. godine osigurao dogovor, napisao je šest scenarija uključujući i scenarij za pilot epizodu serije Pravi detektiv koja je u to vrijeme sadržavala devedeset stranica. Nedugo nakon što je napustio seriju The Killing 2011. godine, napisao je još jednu verziju scenarija. Posljednju verziju kompletne serije od pet stotina stranica Pizzolatto je napisao bez ičije pomoći. Do tog trenutka, Pizzolatto je već osigurao ugovor s HBO-om pa je u travnju 2012. godine televizijska mreža naručila snimanje osam epizoda nove serije naziva Pravi detektiv. Zamišljeno je da svaka sezona serije bude zasebna, odvojena priča s različitom glumačkom postavom i likovima te radnjom smještenom u različita vremenska razdoblja i lokacije.

### Snimanje serije
Premda je u početku glavno mjesto radnje prve sezone serije Pravi detektiv trebala biti država Arkansas, Pizzolatto se odlučio za snimanje u Louisiani što je bilo jeftinije zbog velikodušnog poreznog programa kada je u pitanju snimanje filmova koje je u to vrijeme vrijedilo u državi. Produkcija je trajala punih stotinu neprekidnih dana, a svaka epizoda snimljena je na 35-milimetarskoj filmskoj vrpci. Ekipa je eksterijere snimala na raznim gradilištima uključujući i polja šećera koja se nalaze izvan Eratha, kao i stvarne lokacije poput Fort Macomba, utvrde iz 19-og stoljeća koja se nalazi izvan New Orleansa.
Za drugu sezonu serije kao glavno mjesto radnje izabrana je Kalifornija. Producentima je bilo natuknuto da izbjegavaju snimanje u samom gradu pa su se fokusirali na opskurne regije te države kako bi "uhvatili određenu ambijentalnu psiho-sferu". Produkcija druge sezone započela je u studenom 2014. godine.

### Uvodna špica
Uz vodstvo kreativnog direktora Patricka Claira, uvodne špice serije Pravi detektiv razvijene su u suradnji s ekipom koja se sastojala od zaposlenika triju različitih studija: Elastic (iz Santa Monice), Antibody i Breeder (oba studija iz Australije). Za prvu sezonu, Clair i njegov tim uzeli su različite fotografije okoliša države Louisiane, a koje su u konačnici postale pozadinom cjelokupne špice. Uz upotrebu različitih animacija i tehnika specijalnih efekata, navedene fotografije su ukomponirali u trodimenizonalne kompjuterske grafike. U smislu produkcije, ovo je bio iznimno zahtjevan proces, jer nisu željeli kreirati potpuno digitaliziranu uvodnu sekvencu. Nakon što su bili zadovoljni finalnom verzijom špice, na istu su dodali blage smetnje i tehniku distorzije. Pjesma koja se čuje tijekom uvodne špice prve sezone serije Pravi detektiv je "Far From Any Road", alternativne country skupine The Handsome Family koja je napisana 2003. godine za njihov album Singing Bones. Novine Sydney Morning Herald uključile su upravo ovu uvodnu špicu na svoju listu "deset najboljih" uvodnih špica televizijskih serija.
Na sličan način Clair je kreirao uvodnu špicu za drugu sezonu serije. Produkcija je upotrebljavala materijal od nekoliko različitih fotografa, uključujući i fotografije iz zraka autora Davida Maisela. Međutim, za razliku od prve sezone, uvodna sekvenca u drugoj sezoni sadržava duboku, jarku zlatnu i crvenu boju, na taj način predstavljajući "puno kompleksniji pogled na Kaliforniju". Pjesma Leonarda Cohena "Nevermind" može se čuti u pozadini špice, a ista je napisana 2014. godine za njegov album Popular Problems. Riječi pjesme u svakoj epizodi su drugačije, uzete iz različitih kitica Cohenove pjesme.

## Ekipa serije

### Prva sezona
Prvi glumac koji je dobio ulogu u seriji Pravi detektiv bio je Matthew McConaughey, a koji je tumačio detektiva Rustina "Rusta" Cohlea. McConaughey je Pizzolattu skrenuo pozornost na sebe nakon svog nastupa u filmu The Lincoln Lawyer, a uloga mu je ponuđena prije nego što je snimanje serije uopće bilo dogovoreno s HBO-om. On i Woody Harrelson bili su među Pizzolattovim odabranim kandidatima dok je ovaj razmišljao o glumcima za seriju. Premda je u početku dogovoreno da McConaughey tumači ulogu detektiva Martina "Martyja" Harta, glumac je kasnije nagovorio Pizzolatta da mu da ulogu Cohlea. Na McConaugheyjev zahtjev, Harrelson je dobio ulogu Martyja. Michelle Monaghan tumačila je glavni ženski lik, Maggie Hart, dok su Michael Potts i Tory Kittles dobili uloge detektiva Maynarda Gilbougha i Thomasa Papanije. Ostale ključne uloge u prvoj sezoni serije ostvarili su Kevin Dunn kao Ken Quesada i Alexandra Daddario kao Lisa Tragnetti.
Cary Joji Fukunaga režirao je kompletnu prvu sezonu serije Pravi detektiv. Za to se mjesto natjecao s Alejandrom Gonzálezom Iñárrituom, ali je potonji otpao zbog svoje posvete filmskim projektima. Za što bolju pripremu režije, Fukunaga je proveo istraživanje među stvarnim detektivima koji istražuju ubojstva u državnoj policiji Louisiane. Fukunaga je u projekt doveo i glavnog fotografa Adama Arkapawa te Alexa DiGerlanda, scenografa s kojim je radio na filmu Glory at Sea iz 2008. godine redatelja Benha Zeitlina.

### Druga sezona
U siječnju 2014. godine Pizzolatto je potpisao dvogodišnji ugovor s HBO-om što je značilo snimanje još dviju sezona serije. Kao i svoja prethodnica, druga sezona Pravog detektiva sastoji se od osam epizoda koje je napisao Pizzolatto. Međutim, režija je ovoga puta povjerena različitim ljudima. Justin Lin tako je režirao prve dvije epizode. Fukunaga se nije vratio kao redatelj u drugoj sezoni; umjesto toga on je u njoj ostao u ulozi izvršnog producenta, baš kao McConaughey i Harrelson. Kako bi mu pomogao oko scenarija za nekoliko epizoda drugog dijela sezone, Pizzolatto je unajmio svog kolegu spisatelja Scotta Lassera.
Prvo veće glumačko ime koje je potpisalo nastup u drugoj sezoni serije Pravi detektiv bio je Colin Farrell za ulogu detektiva Raya Velcoroa. Krajem istog mjeseca, Vince Vaughn dobio je ulogu kriminalca i poduzetnika Franka Semyona. Do studenog 2014. godine glavna glumačka postava druge sezone uključivala je i Rachel McAdams kao detektivu Ani Bezzerides, Taylora Kitscha kao kalifornijskog policajca Paula Woodrugha i Kelly Reilly kao Jordan Semyon, Frankovu suprugu.

## Epizode
| Sezona | Sezona | Broj epizoda | Originalno emitiranje | Originalno emitiranje | Prosječna gledanost (u milijunima) | Prosječna gledanost (u milijunima) |
| Sezona | Sezona | Broj epizoda | Premijera sezone      | Finale sezone         | Prosječna gledanost (u milijunima) | Prosječna gledanost (u milijunima) |
| ------ | ------ | ------------ | --------------------- | --------------------- | ---------------------------------- | ---------------------------------- |
|        | 1      | 8            | 12. siječnja 2014.    | 9. ožujka 2014.       | 2,33                               |                                    |
|        | 2      | 8            | 21. lipnja 2015.      | 9. kolovoza 2015.     | 2,61                               |                                    |

### Prva sezona (2014.)
Godine 2012. dvojica detektiva Maynard Gilbough (Potts) i Thomas Papania (Kittles) pozivaju dvojicu bivših detektiva državne policije Louisiane, Rustina "Rusta" Cohlea (McConaughey) i Martina "Martyja" Harta (Harrelson), na ispitivanje u vezi njihove istrage o ubojstvu Dore Lange iz 1995. godine. Njih dvojica nisu se vidjela niti razgovarala jedan s drugim još od svađe oko Martinove supruge Maggie Hart (Monaghan) koja se odvila deset godina ranije (2002. godine). Zbog toga što je mnogo podataka u vezi istrage uništeno u uraganu Rita, dvojica detektiva primorana su prisjetiti se vlastite prošlosti dok su bili kolege, svojih osobnih života te istrage ubojstva Dore Lange kao i serije drugih naoko nepovezanih slučajeva, a sve dok na površinu izlaze novi dokazi u vezi s tim da je originalni počinitelj možda još uvijek na slobodi.
| Ukupan broj epizoda | Broj epizode | Naziv epizode                 | Redatelj           | Scenarist      | Gledanost u SAD-u (u milijunima) | Originalno emitiranje |
| ------------------- | ------------ | ----------------------------- | ------------------ | -------------- | -------------------------------- | --------------------- |
| 1                   | 1            | "The Long Bright Dark"        | Cary Joji Fukunaga | Nic Pizzolatto | 2,33                             | 12. siječnja 2014.    |
| 2                   | 2            | "Seeing Things"               | Cary Joji Fukunaga | Nic Pizzolatto | 1,67                             | 19. siječnja 2014.    |
| 3                   | 3            | "The Locked Room"             | Cary Joji Fukunaga | Nic Pizzolatto | 1,93                             | 26. siječnja 2014.    |
| 4                   | 4            | "Who Goes There"              | Cary Joji Fukunaga | Nic Pizzolatto | 1,99                             | 9. veljače 2014.      |
| 5                   | 5            | "The Secret Fate of All Life" | Cary Joji Fukunaga | Nic Pizzolatto | 2,25                             | 16. veljače 2014.     |
| 6                   | 6            | "Haunted Houses"              | Cary Joji Fukunaga | Nic Pizzolatto | 2,64                             | 23. veljače 2014.     |
| 7                   | 7            | "After You've Gone"           | Cary Joji Fukunaga | Nic Pizzolatto | 2,34                             | 2. ožujka 2014.       |
| 8                   | 8            | "Form and Void"               | Cary Joji Fukunaga | Nic Pizzolatto | 3,52                             | 9. ožujka 2014.       |

### Druga sezona (2015.)
Kalifornijski policajac i ratni veteran Paul Woodrugh (Taylor Kitsch) otkriva mrtvo tijelo lokalnog poduzetnika koji se nalazio u procesu prodaje velikog zemljišta. Iako je nadležnost nad mjestom zločina upitna, njegovoj istrazi ubojstva uskoro se pridružuju detektiv policijske postaje grada Vincija Raymond "Ray" Velcoro (Colin Farrell) i detektivka šerifovog okruga Venture Antigone "Ani" Bezzerides (Rachel McAdams). U slučaj uskoro biva upleten Frank Semyon (Vince Vaughn), bivši kriminalac koji se nalazio u procesu dogovora kupnje zemljišta, a čija je životna ušteđevina ukradena ubojstvom poduzetnika. Na Semyonovoj platnoj listi nalazi se detektiv Velcoro, zbog toga što mu je isti pomogao pronaći i smaknuti čovjeka koji je godinama ranije silovao njegovu suprugu. Troje detektiva i Semyon vrlo brzo postaju svjesni veće urote koja uključuje prošlost žrtve, korupciju samog gradića Vinci te borbu za prevlast koja se odvija između gradonačelnikovog sina, pripadnika ruske mafije i policijskog odjela gradića Vinci, a koji svi žele zauvijek ušutkati istražitelje i svojeg nekadašnjeg saveznika u kriminalu.
| Ukupan broj epizoda | Broj epizode | Naziv epizode                  | Redatelj         | Scenarist                     | Gledanost u SAD-u (u milijunima) | Originalno emitiranje |
| ------------------- | ------------ | ------------------------------ | ---------------- | ----------------------------- | -------------------------------- | --------------------- |
| 9                   | 1            | "The Western Book of the Dead" | Justin Lin       | Nic Pizzolatto                | 3,17                             | 21. lipnja 2015.      |
| 10                  | 2            | "Night Finds You"              | Justin Lin       | Nic Pizzolatto                | 3,05                             | 28. lipnja 2015.      |
| 11                  | 3            | "Maybe Tomorrow"               | Janus Metz       | Nic Pizzolatto                | 2,62                             | 5. srpnja 2015.       |
| 12                  | 4            | "Down Will Come"               | Jeremy Podeswa   | Nic Pizzolatto i Scott Lasser | 2,36                             | 12. srpnja 2015.      |
| 13                  | 5            | "Other Lives"                  | John Crowley     | Nic Pizzolatto                | 2,42                             | 19. srpnja 2015.      |
| 14                  | 6            | "Church In Ruins"              | Miguel Sapochnik | Nic Pizzolatto i Scott Lasser | 2,34                             | 26. srpnja 2015.      |
| 15                  | 7            | "Black Maps and Motel Rooms"   | Daniel Attias    | Nic Pizzolatto                | 2,18                             | 2. kolovoza 2015.     |
| 16                  | 8            | "Omega Station"                | John Crowley     | Nic Pizzolatto                | 2,73                             | 9. kolovoza 2015.     |

## Priznanja

### Kritike

#### Prva sezona
Prva sezona serije Pravi detektiv dobila je uglavnom pozitivne ocjene televizijskih kritičara od kojih ju je nekoliko medija proglasilo najboljom televizijskom dramom godine. Na popularnoj internetskoj stranici Rotten Tomatoes koja se bavi prikupljanjem filmskih kritika, prva sezona Pravog detektiva ima 87% pozitivnih ocjena temeljenih na 65 zaprimljenih tekstova uz prosječnu ocjenu 8.8/10. Zajedničko mišljenje kritičara te stranice glasi: "U seriji Pravi detektiv glumačke izvedbe Woodyja Harrelsona i Matthewa McConaugheyja privlače gledatelja, ali ga stil, vizija i režija natjeravaju da ju nastavi gledati". Na drugoj internetskoj stranici koja se također bavi skupljanjem filmskih kritika, Metacritic, prva sezona ima prosječnu ocjenu 87/100 temeljenu na 41 zaprimljenom tekstu.
Kritičari iz medija poput The Daily Beast, The Atlantic i The Daily Telegraph proglasili su Pravog detektiva najboljom serijom u posljednjih nekoliko godina. Tim Goodman iz časopisa The Hollywood Reporter istaknuo je da su gluma, dijalozi i produkcija bili najkvalitetniji aspekti serije. Alan Sepinwall iz HitFixa se složio s tom konstatacijom i nadodao da vjeruje kako upravo ti atributi "doprinose vrijednosti hibridnog formata kakvog je Pizzolatto iskoristio u ovom slučaju... Sve to može ukazati na potencijalno fascinantan zaokret u dramskim serijama na televiziji". Richard Lawson je za Vanity Fair napisao da Pizzolattov i Fukunagin senzibilitet stvara "zapanjujuć i iznenađujuć obrat u inače izlizanom žanru". Međutim, unatoč hvalospjevima, prva sezona dobila je i nešto negativnih kritika. Novinar Mike Hale iz New York Timesa istaknuo je da se scenarij previše priklanja religiji kao narativnoj strukturi, a s time se složio i Chris Cabin iz Slant Magazinea. Hank Steuver iz Washington Posta napisao je da Pravi detektiv nije uspio ostvariti vlastitu ambiciju.
Glumački ansambl, a pogotovo performanse McConaugheyja i Harrelsona učestalo je spominjan u kritikama za seriju. Robert Bianco iz USA Today napisao je da je glavni glumački duet dostigao, a u nekim trenucima čak i prevazišao "inače visoka" glumačka očekivanja iz "zlatnog doba televizijske glume". David Wiegand iz San Francisco Chroniclea i Robert Lloyd iz Los Angeles Timesa posebno su istaknuli i nahvalili dvojicu glavnih glumaca, dok je Boston Globe to isto učinio s Monaghan. Brian Lowry iz Varietyja naglasio je da se glumačka postava Pravog detektiva "sastoji od fantastičnih glumaca s periferije".

#### Druga sezona
Druga sezona serije Pravi detektiv dobila je pomiješane kritike. Hvaljene se glumačke performanse Farrella, McAdams i Kitscha, fotografija i akcijske sekvence. Međutim, mnogi kritičari smatrali su da je sama sezona dosta slabija od prethodne. Negativne kritike uglavnom su se fokusirale na previše uvijen zaplet i dijaloge. Na internetskoj stranici Rotten Tomates sezona je dobila 64% pozitivnih ocjena temeljenih na 72 zaprimljena teksta uz prosječnu ocjenu 6.6/10. Zajedničko mišljenje kritičara te stranice glasi: "Druga sezona Pravog detektiva sasvim lijepo stoji kao samostalna policijska drama, u kojoj nekoliko nezaboravnih trenutaka i rezonantnih odnosa nadilaze predvidljive zaplete". Na drugoj internetskoj stranici, Metacritic, druga sezona ima prosječnu ocjenu 61/100 temeljenu na 41 zaprimljenom tekstu.
David Hinckley iz New York Dailyja dao je drugoj sezoni pozitivnu ocjenu i napisao: "Još uvijek je to serija koja gledatelje tjera na fraze kao što su 'zlatno doba televizijske drame'" te nadodao da se "druga sezona Pravog detektiva uistinu razlikuje od svoje prethodnice što je dobra stvar". Hank Stuever iz Washington Posta također je dao uglavnom pozitivnu kritiku drugoj sezoni, nahvalivši glumačke izvedbe i nadodao: "Još uvijek postoji nešto jezivo i uzbudljivo u Pravom detektivu, ali također i očaravajuće - nesavršena je to sezona, ali svejedno dobro snimljena".
Brian Lowry iz Varietyja dao je drugoj sezoni pomiješanu kritiku: "Premda uglavnom gledljiva, ovdje se čini da je inspiracija koja je prvu sezonu učinila opsesijom za gledatelje lagano nestala iz proze Nica Pizzolatta".
Sean T. Collins iz Rollin Stonea drugoj je sezoni dao negativnu ocjenu i opisao ju kao "seriju koju je najlakše mrziti ove godine" te nadodao da se radi o "protraćenoj prilici" Nica Pizzolatta.

### Nagrade
Na 30. dodjeli nagrada Udruženja televizijskih kritičara, serija Pravi detektiv osvojila je nagradu u kategoriji najboljeg filma/mini-serije ili specijala te zaradila nominacije u kategorijama najboljeg novog televizijskog programa i najboljeg televizijskog programa godine; McConaughey je osvojio nagradu u kategoriji najboljeg glumca u dramskoj seriji. Na četvrtoj dodjeli nagrada televizijskih kritičara, serija je nominirana u kategorijama najbolje dramske serije, a McConaughey je osvojio nagradu u kategoriji najboljeg glumca u dramskoj seriji. Na 66. dodjeli prestižne televizijske nagrade Emmy serija je nominirana u kategoriji najbolje drame, Harrelson i McConaughey su obojica nominirani u kategoriji najboljeg glavnog glumca u dramskoj seriji, Pizzolatto je nominiran u kategoriji najboljeg scenarija za dramsku seriju (za epizodu The Secret Fate of All Life), a Fukunaga je osvojio nagradu u kategoriji najbolje režije dramske serije (za epizodu Who Goes There).
Na 66. dodjeli nagrade Emmy u tehničkim kategorijama, serija je dobila sedam nominacija, a u konačnici osvojila četiri nagrade uključujući one u kategorijama najbolje fotografije te najbolje uvodne špice. Na 67. dodjeli nagrada Udruženja američkih scenarista, serija je osvojila nagrade u kategorijama najbolje dramske serije i najbolje nove serije. Na 21. dodjeli nagrada Udruženja američkih glumaca, Harrelson i McConaughey su bili nominirani u kategoriji najboljeg dramskog glumca. Na 72. dodjeli nagrade Zlatni globus serija je bila nominirana u kategorijama najbolje mini-serije/TV-filma, Harrelson i McConaughey su bili nominirani u kategoriji najboljeg glavnog glumca u mini-seriji i/ili TV-filmu, a Mongahan je dobila nominaciju za najbolju sporednu glumicu u seriji, mini-seriji i/ili TV-filmu. Na 67. dodjeli Udruženja američkih redatelja, Fukunaga je dobio nominaciju u kategoriji najbolje režije dramske serije (za epizodu Who Goes There).

## Izdanja za kućno kino
| Sezona | Sezona | Regija 1          | Regija 2           | Regija 4          |
| ------ | ------ | ----------------- | ------------------ | ----------------- |
|        | 1      | 10. lipnja 2014.  | 9. lipnja 2014.    | 25. lipnja 2014.  |
|        | 2      | 5. siječnja 2016. | 11. siječnja 2016. | 6. siječnja 2016. |

## Vanjske poveznice
- Pravi detektiv na Internet Movie Databaseu